# Стефан Мелер
Стефан Мѐлер (на полски: Stefan Meller) е полски дипломат, историк, публицист, професор на хуманитарните науки, министър на външните работи през 2005 – 2006 г. Роден на 4 юли 1942 г. в Лион, умира на 4 февруари 2008 г. във Варшава.

## Биография
Посещава основното училище „Клемент Готвалд“, което се помещава в сградата на по-късния лицей „Станислав Сташиц“. От пролетта на 1957 г. учи в Женева, където пребивава със семейството си заради заеманата от баща му длъжност там. През 1959 г. е изключен от училището. Връща се във Варшава и там завършва училище.
Кандидатства история във Варшава, но не е приет. Година по-късно е приет в Краков, но след 1 курс отново се мести във Варшава. През 1966 г. е абсолвент на Историческия факултет на Варшавския университет. През 1974 г. получава докторска степен, а през 1985 г. става хабилитиран доктор на хуманитарните науки в сферата на историята. През 1993 г. става професор.
По време на своето следване участва в Социалистическия младежки съюз. През 1965 г. се присъединява към Полската обединена работническа партия. През годините 1966 – 1968 г. е научен работник в Полския институт по международни отношения, но след мартенските събития е освободен. Отстранен е и от Полската обединена работническа партия.
Получава шестгодишна възбрана да изпълнява професията си. През този период се издържа като работи като касиер и като учител по френски език. По това време написва и защитава дисертацията си и през 1974 г. започва работа във филиала на Варшавския университет в Бялисток. От 1975 г. преподава в Театралната академия „Александер Зелверович“ във Варшава, а през 1981 – 1984 е неин ректор. По време на военното положение помага на репресирани студенти. Сътрудничи си с опозицията, публикува като самиздат.
От 1990 до 1994 г. изпълнява длъжността на главен редактор на изданието „Вековете говорят“ („Mówią wieki“), работи също така в Държавния архив, в работническата кооперация „Лингвист“, както и в редакцията на седмичника „Форум“.
През 1992 г. започва работа в Министерството на външните работи. През 1995 – 1996 г. е заместник-държавен секретар, а след това до 2001 г. е посланик на Република Полша във Франция. През февруари 2001 г. получава длъжността заместник-министър в Министерството на външните работи. От февруари 2002 г. до октомври 2005 г. е посланик на Полша в Руската федерация.
От 31 октомври 2005 до 9 май 2006 е министър на външните работи и председател на Комитета по европейска интеграция в правителството на Кажимеж Марчинкевич. През април 2006 изразява готовност да си тръгне от правителството, в случай че то бъде променено след евентуално създаване на коалиция между партиите Право и справедливост и Самоотбрана на Република Полша. На 28 април 2006 г. подава оставка, отказвайки участие в кабинета редом с Анджей Лепер.
Бил е научен работник в Института по история на Университета в Бялисток. Преподава история в Училището за обществени науки във Варшава и история на международните отношение във Висшето училище по търговия и право „Ришард Лазарски“, а също така и в учебни заведения в чужбина като например Париж, Хага, Атланта.
В своята научна дейност се занимава с история на XVIII и XIX в., история на социалната и политическа мисъл. Особено внимание обръща на историята на Франция. Автор е на няколко книги, посветени на историята, преди всичко на Френската революция. Съвместно с проф. Ян Башкевич е консултант по историческите въпроси във филма „Дантон“ на Анджей Вайда (1982).
През 1995 г. е удостоен с Командорски кръст на Ордена на Възраждане на Полша. През същата година за популяризиране на френската култура е удостоен с Орден „Академични палми“.

## Личен живот
Произхожда от полонизирано еврейско семейство от Устшики Долне. Син е на Адам Мелер, комунистически деец, член на френската съпротива по време на Втората световна война. Жена му е Беата (с родово име Галицка), дългогодишен служител в Отдела по история на Варшава и заместник-директор на Историческия музей на Варшава, с която имат три деца. Най-големият им син, Марчин Мелер, участва в Независимия съюз на студентите, а след това става журналист. Другият им син, Анджей Мелер, е репортер и военен кореспондент. Дъщеря им Катажина Мелер през 2008 г. става прес говорител на дружеството PL.2012.
Погребан е в семейна гробница на варшавското гробище Повонзки.

## Избрани публикации
История
- Камий Демулен, Варшава 1982
- Френската революция 1789 – 1794. Гражданското общество, Варшава 1983 (съвместно с Ян Башкевич)
- Революция в долината на Лоара. Град Шинон 1788 – 1798, Варшава 1987
- Сбогуване с революцията, Хотомув 1991

Поезия
- Едва минута, Варшава 2006

Интервю
- Светът според Мелер, Варшава 2008

|  | Тази страница частично или изцяло представлява превод на страницата Stefan Meller в Уикипедия на полски. Оригиналният текст, както и този превод, са защитени от Лиценза „Криейтив Комънс – Признание – Споделяне на споделеното“, а за съдържание, създадено преди юни 2009 година – от Лиценза за свободна документация на ГНУ. Прегледайте историята на редакциите на оригиналната страница, както и на преводната страница, за да видите списъка на съавторите. ВАЖНО: Този шаблон се отнася единствено до авторските права върху съдържанието на статията. Добавянето му не отменя изискването да се посочват конкретни източници на твърденията, които да бъдат благонадеждни. |